# Дом Чекмарева-Каменева
Дом Чекмарева-Каменева — здание в историческом центре, в Вахитовском районе г. Казани, построенное в конце XVIII века. Является объектом культурного наследия федерального значения. Расположено по адресу ул. К.Маркса, дом 15.

## Описание
Объект культурного наследия федерального значения — «Дом Чекмарёва — Каменева Г. П.» располагается по красной линии ул. Карла Маркса, охранной зоне ансамбля Казанского Кремля, на территории, отведённой по регулярному плану Казани района «верхних улиц» Казани для капитальной застройки состоятельных жителей. Это одна из дошедших до нашего времени построек губернского архитектора В. И. Кафтырева, автора регулярного плана Казани, «высочайше конфирмованного» Екатериной II в 1768 г. Официально здание датируется 1775 годом. Здание входило в комплекс из двух зданий на углу улиц Воздвиженской и Поперечно-Покровской. История этих зданий неразрывно связана с историей располагавшейся на противоположной стороне улицы Императорской Казанской I гимназии (К. Маркса,10)

## История
На протяжении двух с половиной столетий здание неоднократно меняло свой облик, расширялось, менялись границы домовладения и сами владельцы.
На основании историко-архивных и библиографических исследований выделены следующие этапы:
- до 1774 г. — дорегулярный период;
- 1774—1806 гг. — регулярный жилой период;
- 1806—1918 гг. — гимназический период;
- 1918—2004 гг. — послереволюционный период;

Дорегулярный период (до 1774 года)
До наших дней в Казани сохранилось около 10 гражданских зданий, датируемых XVII — началом XVIII века. На планах города 1768 г. на месте углового здания уже можно увидеть каменное строение, фиксирующее угол улиц Арской (позднее Воздвиженской) и Поперечно-Покровской.
Дорегулярное происхождение дома подтверждают архитектурные исследования объекта. На современных планах выявлена первоначальная планировка дома в три окна по современной улице К. Маркса — в основании стен первоначального объёма найден большемерный кирпич. Этот факт лишний раз подтверждает, что В. Кафтырев относился к существующей каменной застройке города весьма бережно, прибегая при реализации генерального плана не только к новым постройкам, но и к реконструкции существующих зданий. В данном случае он достраивает существующий объём до новой регулярной улицы (современной Япеева), симметрично увеличивая фасад и по К. Маркса до 7 оконных осей. Также сохранились следы коробчатых сводов в помещениях, пристроенных Кафтыревым. В помещениях обнаружены закладные железные кулаки для ставен на первом этаже внутри помещения, на втором — снаружи.
Регулярный период (1774—1806 гг.)
До 1806 г. дом находился в собственности генеральши Великопольской. Известно, что г-жа Великопольская вышла замуж вторично за помещика А. Ф. Моисеева и, вероятно, уже будучи Моисеевой, в 1806 г. продала дом Гимназии. Облик здания полностью соответствует представлениям об общем характере застройки Кафтыревым этого района города.
Гимназический период (1806—1918 гг.)
Приобретение дома для Гимназии, наряду с другими зданиями, было связано с долгожданным отделением Гимназии от Университета. I Казанская Гимназия была открыта в 1758 г., располагалась на углу современных улиц К.Маркса и Жуковского, до 1785 г. находилась в ведении и на содержании Московского университета. В 1803 г. на базе Гимназии основан Казанский университет, который контролировал деятельность Гимназии до 1835 г.
В 1806 г. по «Высочайше конфирмованному плану» Гимназии было выделено во владение 5 пустырей, из которых, однако, впоследствии не все были за ней оставлены. В описи имущества гимназии за 1810 г. каменный двухэтажный дом с каменной кухней и деревянными службами, «состоящий через улицу, напротив Молоствовского дома», указан как Дом Моисеевой.
Частые пожары были стихийным бедствием всех российских городов. В 1815 г. от большого пожара выгорела почти вся Казань, погибло более 2 тысяч домов. Перестройка после пожара 1815 года существенно изменила облик здания. Исчезли «кафтыревские» фартуки, наличники с «ушками», появились более характерные для классицизма межэтажные пояски. В этот период со стороны ул. Япеева был осуществлен пристрой. Скорее всего, старая часть здания была соединена с близстоящим флигелем.
Дом использовался как больница для воспитанников (в верхнем этаже), в нижнем этаже были квартира смотрителя больницы (фельдшера) и комнатных надзирателей, а в подвальном казармы и кухни. Соседний дом — (бывший флигель Народного училища) был с 1836 г. занят под квартиры священнослужителей Гимназической (Воздвиженской) церкви.
Послереволюционный период (1918—2004 гг.)
После революции здания были национализированы и разграблены. В 1918 году происходит преобразование Первой мужской гимназии в единую трудовую советскую школу II ступени. Здания были переданы в государственную собственность. В 1995 году объект наряду с комплексом Адмиралтейства по ул. К.Маркса, 17 включён в Перечень объектов исторического и культурного наследия федерального (общероссийского) значения", утверждённый Указом Президента РФ от 20.02.1995 г.
С 1998 года здание находилось на балансе управления образования администрации г. Казани, а пользователем памятника стала коррекционная образовательная школа. К концу 1990-х здание перешло в собственность протестантского учебного заведения «Краеугольный камень». К 2002 г. здание находилось в аварийном состоянии, по главному фасаду шли трещины.
Современный этап (с 2004 г.)

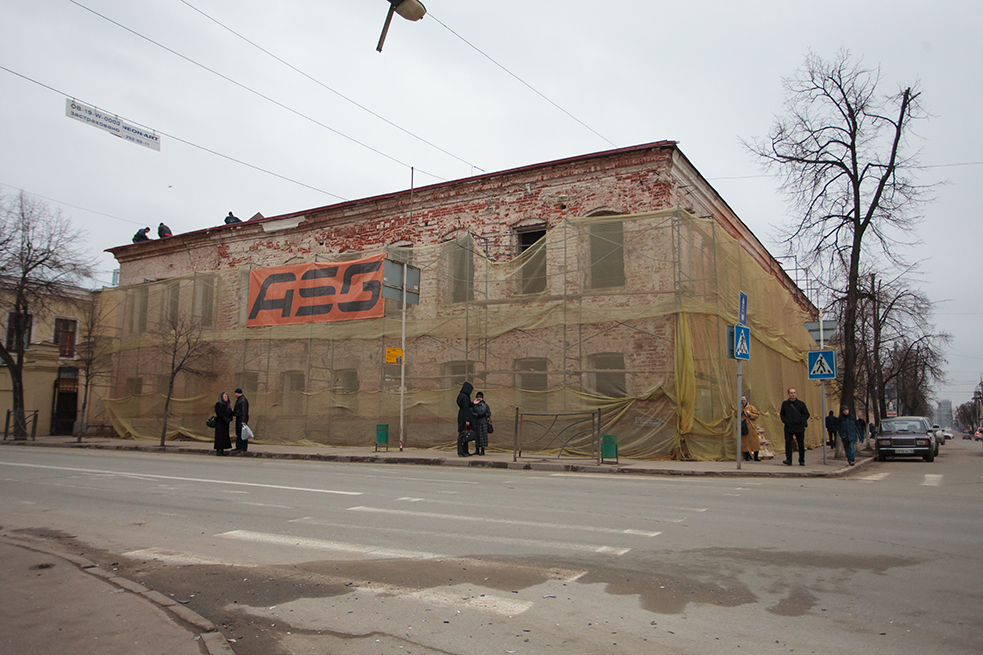
Объект культурного наследия федерального значения во время реставрации

В начале 2012 года году здание было передано Инвестиционной группе компаний ASG в рамках государственно-частного партнерства между Мэрией Казани и Инвестиционной группой компаний ASG для совместной деятельности по развитию казанской агломерации и участии ASG в работе по восстановлению и реконструкции исторического центра города, заключенного 16 февраля 2012 года. В настоящее время закончена реставрация фасада, идет работа над внутренними интерьерами здания.

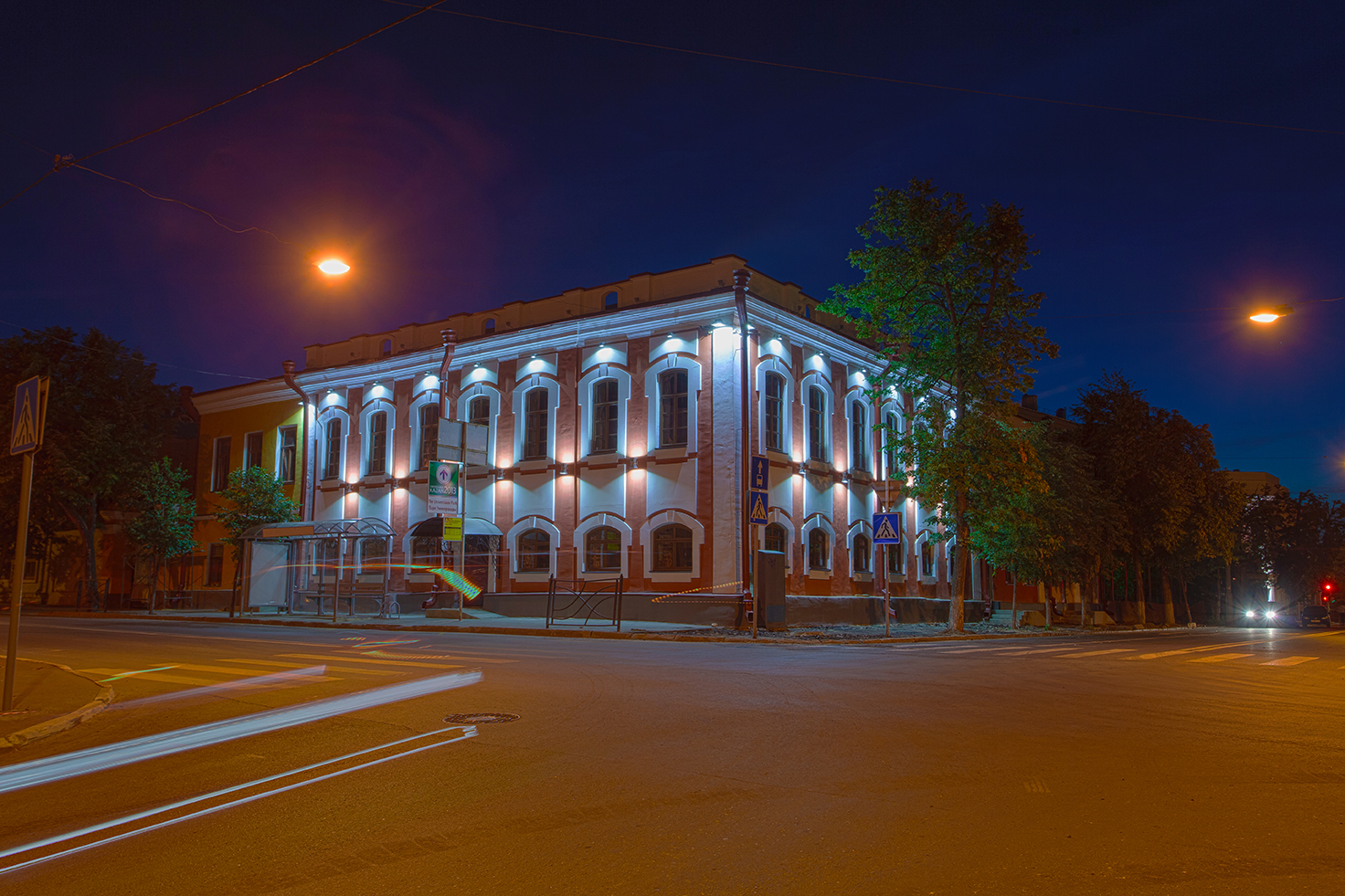
Объект культурного наследия федерального значения после реставрации